# Kapfenberg Bulls
O Kapfenberg Bulls  é um clube profissional de basquetebol da Áustria localizado em Kapfenberg, Estíria, Áustria. Foi fundado em 1976 e manda seus jogos no Pavilhão Esportivo Walfersam (alemão:Sporthalle Walfersam) com capacidade para 1.000 adeptos.

## Histórico de temporadas
| Temporada | Nível | Liga | Pos | TR    | PL  | Resultado         | Copa da Áustria   | Supercopa | Competições europeias   |
| --------- | ----- | ---- | --- | ----- | --- | ----------------- | ----------------- | --------- | ----------------------- |
| 2006-07   | 1     | ÖBL  | 2   | 17-5  | 2-3 | Quartas de finais |                   | Finalista |                         |
| 2007-08   | 1     | ÖBL  | 2   | 17-5  | 4-5 | Semifinais        |                   |           |                         |
| 2008-09   | 1     | ÖBL  | 6   | 13-9  | 1-3 | Quartas de finais |                   |           |                         |
| 2009-10   | 1     | ÖBL  | 5   | 15-7  | 3-5 | Semifinais        | Finalista         |           |                         |
| 2010-11   | 1     | ÖBL  | 5   | 13-9  | 0-3 | Quartas de finais | Quartas de finais |           |                         |
| 2011-12   | 1     | ÖBL  | 3   | 21-9  | 4-4 | Semifinais        | Quartas de finais |           |                         |
| 2012-13   | 1     | ÖBL  | 3   | 20-10 | 5-4 | Semifinais        | Quartas de finais |           |                         |
| 2013-14   | 1     | ÖBL  | 3   | 14-6  | 7-3 | Finalista         | Campeão           | Campeão   |                         |
| 2014-15   | 1     | ÖBL  | 3   | 22-14 | 3-4 | Semifinais        | Semifinais        |           |                         |
| 2015-16   | 1     | ÖBL  | 8   | 16-19 | 0-3 | Quartas de finais | Semifinais        |           |                         |
| 2016-17   | 1     | ÖBL  | 3   | 21-11 | 9-2 | Campeão           | Campeão           | Campeão   |                         |
| 2017-18   | 1     | ÖBL  | 1   | 26-6  | 7-2 | Campeão           | Campeão           | Campeão   | 3 Liga dos Campeões PRQ |
| 2017-18   | 1     | ÖBL  | 1   | 26-6  | 7-2 | Campeão           | Campeão           | Campeão   | 4 Copa Europeia TR      |
| 2018-19   | 1     | ÖBL  | 1   | 27-9  | 9-1 | Campeão           | Campeão           | Campeão   | 4 Copa Europeia SRQ     |
| 2019-20   | 1     | BSL  |     |       |     |                   | Campeão           |           | 4 Copa Europeia FG 1-5  |

## Títulos
- Österreichische Bundesliga: 7

2001, 2002, 2003, 2004, 2017, 2018, 2019
- Copa Austríaca de Basquetebol: 6

2007, 2014, 2017, 2018, 2019, 2020
- Supercopa da Áustria de Basquetebol: 6

2002, 2003, 2014, 2017, 2018, 2019